# 唐榴
唐榴（1899年—1981年7月31日），字念慈，譜名唐宗辰，廣東香山县唐家乡（今珠海市高新区唐家湾镇唐家村）人。新加坡、檀香山总领事。唐绍仪长子，唐绍仪与元配夫人张氏所生。

## 生平
毕业于上海复旦大学，取得文学学士学位，毕业后到美国留学，学习外交课程。他历任中国驻美国使馆随员、驻英国使馆秘书、北京政府司法部秘书、外交部秘书等职。1926年12月，被派驻南洋荷属巴东领事；1927年10月，改任驻荷属泗水领事。同年12月出任驻日本长崎领事；1928年9月任驻英属新加坡总领事。1930年10月，调回中华民国外交部，担任驻沪办事处处长；1932年任外交部专员。不久，他回到广东在两广外交特派员公署供职，办理澳门出入口签证事务。1933年9月，调任驻印度加尔各答代理总领事；1935年1月回国。
抗日战争爆发后，1938年9月30日，唐绍仪在上海被國民黨軍統局刺杀。唐榴在上海料理完父亲的后事，回到廣東香山，期间，他一度出任驻澳门专员。广州沦陷后，他携妻儿辗转前往重慶。1945年，南返廣東，协助恢复（石）岐澳（门）交通，致力恢复农业生产，改善民生。1947年1月，他奉派出任驻美国檀香山总领事。1946年始，时任檀香山中华总工会主席谭华灿领导侨社与檀香山政府诉讼，反对侨校苛例。唐时任中国驻檀香山总领事，与谭华灿通力合作，坚持斗争，1947年胜诉，准许华文学校恢复设立。1981年7月31日，他在美逝世。其娶妻卢氏，生育女儿唐慧，儿子唐平。